# Vitalij Merinov
Vitalij Merinov (31. prosince 1990, Ivano-Frankivsk – 31. března 2023, Ukrajina) byl ukrajinský kickboxer, čtyřnásobný mistr světa. V bojích během ruské invaze na Ukrajinu utrpěl zranění, jemuž podlehl.

## Život
Merinov pocházel z města Ivano-Frankivsk, kde působil jako člen výkonného výboru městské rady.

### Kickboxing
Kromě čtyř titulů mistra světa v kickboxu byl Merinov také mistrem Ukrajiny ve všestranném boji (unifight) nebo mistrem sportu v boxu. Pracoval také jako trenér.

### Rusko-ukrajinská válka
Merinov se účastnil rusko-ukrajinské války od prvního dne invaze, tedy od února 2022. Během jedné z bitev jej šrapnel zasáhl do nohy. Poté, co se uzdravil, vrátil se na frontu. V březnu 2023 však utrpěl další zranění, na jehož následky zemřel v nemocnici. Bylo mu 32 let.

### Osobní život
Merinov byl ženatý a měl dceru, které byly v době jeho smrti dva roky.